# Дулгалах
Дулгалах (якут. Дулҕалаах) — річка в Якутії, ліва складова Яни.
Довжина — 507 км, площа басейну — 27 300 км². Бере початок на північних схилах Верхоянського хребта. Протікає територією Кобяйського та Верхоянського улусів, у верхів'ях — через озеро Сюрюн-Кюйель. Вище Верхоянська зливається з річкою Сартанг, утворюючи річку Яну за 872 км від її гирла.
Сплавна протягом 200 км. На річці розташовані села Алисардах, Суордах, Томтор і Мачах.

## Гідрологія
Середньорічна витрата води в районі села Томтор Дулгалахського наслега (128 км від гирла) становить 100,97 м/с, найбільший припадає на липень, найменший — на період із лютого по квітень. Середньомісячні витрати води (дані спостережень із 1956 по 1999 рік):

## Дані водного реєстру
За даними державного водного реєстру Росії та геоінформаційної системи водогосподарського районування території РФ, підготовленої Федеральним агентством водних ресурсів:
- Басейновий округ — Ленський
- Річковий басейн — Яна
- Річковий підбасейн — Яна до впадіння Адичі
- Водогосподарська ділянка — Яна від витоку до впадіння Адичі

## Основні притоки
(відстань від гирла)
- 156 км — річка Кира (лв)
- 260 км — річка Улагая (лв)
- 302 км — річка Ечій (лв)
- 382 км — річка Отто-Сала (пр)